# Алымов, Андрей Валерьевич
Андре́й Вале́рьевич Алы́мов (род. 10 мая 1977, Миасс) — российский боксёр, представитель легчайшей и наилегчайшей весовых категорий. Выступал за сборную России по боксу в середине 1990-х — начале 2000-х годов, чемпион России, победитель турниров всероссийского и международного значения, участник чемпионата мира в Хьюстоне. На соревнованиях представлял Челябинскую область, мастер спорта России международного класса (2000).

## Биография
Андрей Алымов родился 10 мая 1977 года в городе Миассе Челябинской области. Учился в миасских общеобразовательных школах № 44 и № 29, затем поступил в Миасский автомеханический техникум, где получил специальность техника-автомеханика.
Активно заниматься боксом начал в возрасте семи лет в 1984 году, проходил подготовку в спортивном клубе при Уральском автомобильном заводе под руководством заслуженного тренера России Валерия Фёдоровича Проскурякова. Позже в 1995 году переехал на постоянное жительство в Челябинск, присоединился в челябинскому спортивному клубу «Строитель Урала», был подопечным заслуженного тренера России Владимира Викторовича Рощенко.
Первого серьёзного успеха на взрослом всероссийском уровне добился в сезоне 1996 года, когда в наилегчайшем весе одержал победу на первенстве Вооружённых Сил РФ и стал серебряным призёром чемпионата России в Екатеринбурге, уступив в решающем финальном поединке Ильфату Разяпову — тем самым выполнил норматив мастера спорта России. Год спустя вошёл в состав российской национальной сборной и принял участие в двух матчевых встречах со сборной США, выиграв у двух американских боксёров. В 1998 году на соревнованиях в Красноярске выиграл бронзовую медаль Кубка России в категории до 51 кг.
В 1999 году Алымов получил бронзовую награду на Кубке Владимира Мономаха и тот же результат показал в зачёте домашнего национального первенства в Челябинске. Благодаря череде удачных выступлений удостоился права защищать честь страны на чемпионате мира в Хьюстоне — тем не менее, попасть здесь в число призёров не смог, уже на стадии 1/16 финала был остановлен поляком Анджеем Ржаны, который в итоге стал бронзовым призёром этого турнира.
Начиная с 2000 года Алымов выступал в легчайшей весовой категории, в этом сезоне он выиграл бронзовую медаль на Кубке России в Перми и одержал победу на чемпионате России в Самаре. За выдающиеся спортивные достижения был удостоен почётного звания «Мастер спорта России международного класса». Через год на национальном первенстве в Саратове завоевал серебряную награду, проиграв в финале Афанасию Поскачину из Якутии. Кроме того, получил бронзу на международном мемориальном турнире «Странджа» в Болгарии.
В 2002 году принял решение завершить спортивную карьеру, уступив место в сборной молодым российским боксёрам, таким как Геннадий Ковалёв, Максим Халиков и Эдуард Абзалимов.
Выпускник Уральского государственного университета физической культуры. Работал в Челябинском высшем танковом командном училище.